# Проголошення незалежності Фінляндії

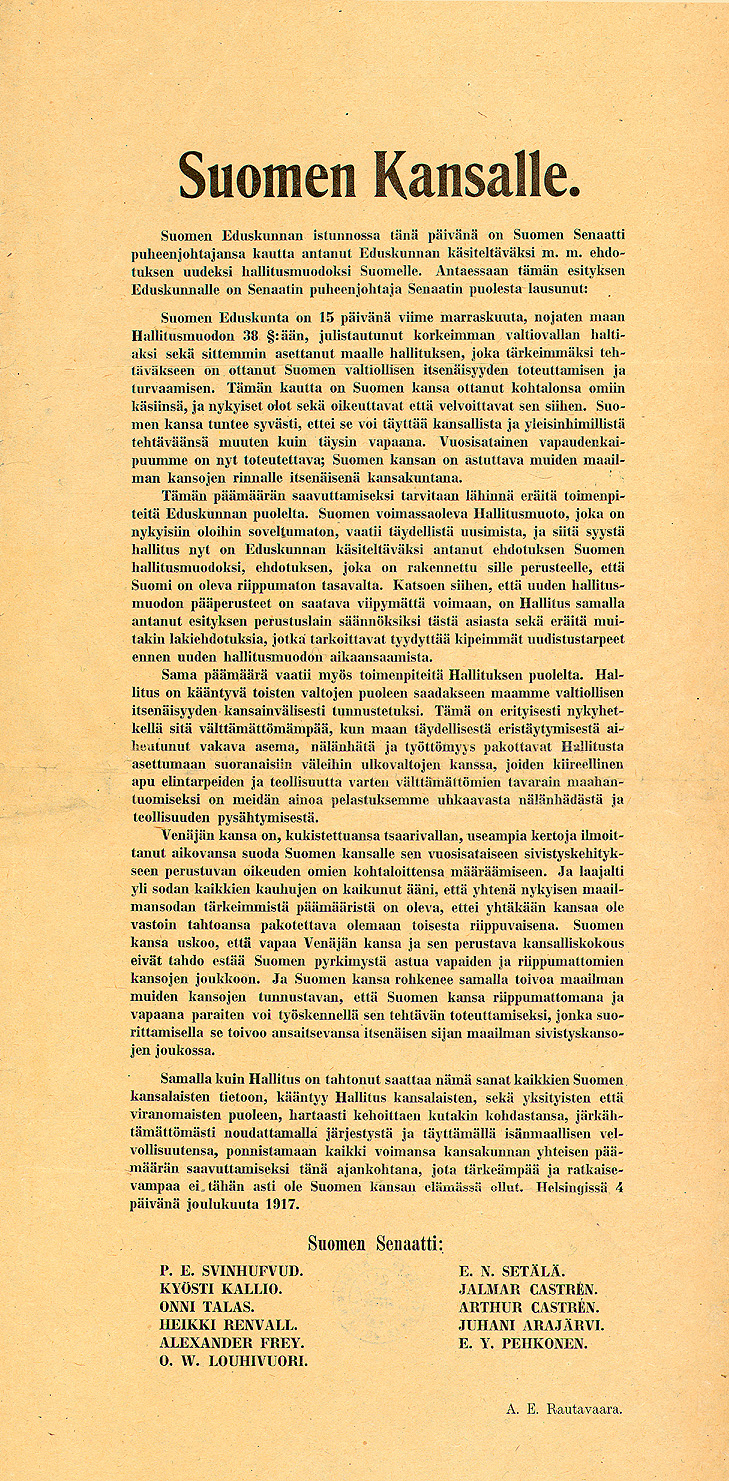
Декларація незалежності Фінляндії

Проголошення незалежності Фінляндії (фін. Suomen itsenäistyminen, швед. Finlands självständighet) — затверджене фінським парламентом (Едускунта) 6 грудня 1917 року звернення сенату країни «До народу Фінляндії» (фін. "Suomen kansalle" — на фото) від 4 грудня 1917
року.
В цьому документі були:
1) продекларовані наміри по зміні державного устрою Фінляндії (на той момент Великого князівства Фінляндського, що входило до складу Російської імперії);
2) було оголошено про демонстрації парламенту проєкту нової конституції («головним принципом» якої «є те, що Фінляндія буде суверенною республікою»);
3) складено звернення «до керівництв іноземних держав» (зокрема, до Установчих зборів Росії) з проханням про визнання політичної незалежності й суверенітету («повної незалежності і свободи») «народу Фінляндії».
Пізніше дане звернення було названо «Декларацією незалежності».
День, в який це відбулося, 6 грудня, став для фіннів національним святом — Днем незалежності.

## Історія
Лютнева революція 1917 року в Російській імперії з новою силою розпалила у Великому князівстві Фінляндському вогонь надії на незалежність. Причиною тому було те, що 2 (15) березня 1917 імператор Микола II, який носив також титул Великий князь Фінляндський, відрікся від престолу на користь свого брата Михайла Олександровича, який владу не прийняв. Таким чином, претендентів як на російський, так і на фінляндський престол не було.
Крім того, в березні 1917, в Петрограді було сформовано Тимчасовий уряд Росії князем Георгієм Івановичем Львовим, який 7 (20) березня 1917 видав спеціальний маніфест про Фінляндію, як раніше це робив російський імператор. Маніфестом оголошувалось відновлення в повному обсязі дії конституції Фінляндії (Закон про форму правління Швеції 1772 року і Закон про союз та захист 1789 р.), обмежений до цього цілим рядом маніфестів і постанов Російської імперії. Цим актом Тимчасовий уряд «урочисто підтверджував» «Фінляндському народу, на основі його конституції, зберігання його внутрішньої самостійності, прав його національної культури та мов». У Фінляндії з повагою віднеслись до маніфесту, як і раніше до царських указів.
13 (26) березня 1917 на зміну русифікованому сенату Боровітінова був створений новий — фінський коаліційний сенат Токоя. В нього ввійшли представники Соціал-демократична партія Фінляндії (Фінська партія, Младофінська партія, Земельний союз (селянський союз, аграрна ліга), Шведська народна партія). По відношенню до Росії сенатори ділились на два напрямки — угодники і конституціоналісти. Замісником головуючого став соціал-демократ, голова профсоюза Оскарі Токой. Представником фінського сенату далі залишався російський генерал-губернатор Фінляндії. Тимчасовий уряд 31 березня призначив на цю посаду Михайла Стаховича.
Тимчасовий уряд Росії затвердив сенат Токоя, який почав діяльність, як лояльний представник російського Тимчасового уряду. Легітимність сенату Фінляндії походила від легітимності російського Тимчасового уряду. Участь соціалістів у сенаті Фінляндії була необхідна для запобігання можливих виступів робітників, хоча і ускладнювало відносини з Тимчасовим урядом, де більшість була представниками Конституційно-демократичної партії — кадетів. Але, політика партій, які ввійшли у фінський сенат, співпала з політикою національної самостійності і парламентаризму. Революція в Фінляндії протікала в основному в стінах сенату, носивши конституційний характер.
Сенат Токоя вніс до Тимчасового уряду Росії законопроєкт «Щодо передачі рішення деяких справ сенату і генерал-губернатору». Розширення автономії передбачалось шляхом розділу влади Великого князя Фінляндського: рішення фінляндських справ, крім загальноросійських, і тих, які торкалися російських громадян і зборів, передавалися у сенат Фінляндії; виконання всіх інших, включаючи зібрання і розпуск парламенту — до Тимчасового уряду Росії. Даний законопроєкт був аналогом Акту від 7(20) березня і юридично був недоторканим, але російський тимчасовий уряд першого складу його відхилив. Реакцією на це стало посилення фінляндського сепаратизму.
У квітні в Петрограді відбулася перша урядова криза, в червні відбулася друга, в липні — третя. 8 (21) липня 1917 Георгія Львова на посту міністра-керівника змінив А. Ф. Керенський, який також зберіг крісло воєнного і морського міністра. У розпал липневої кризи парламент Фінляндії проголосив незалежність Великого князівства Фінляндського від Росії (офіційно — Російської імперії) у внутрішніх справах і обмежив компетенцію Тимчасового уряду Росії питаннями воєнної і зовнішньої політики. 5 (18) липня, коли ще не був зрозумілий наслідок повстання більшовиків у Петрограді, сенат Фінляндії схвалив соціал-демократичний проєкт щодо передачі собі верховної влади. Але цей закон про відновлення автономних прав Фінляндії був відхилений Тимчасовим урядом, що прийшов до влади у Росії. Парламент Фінляндії був розпущений, а його будівлі зайняли російські війська.
1 (14) вересня 1917 року Тимчасовий уряд Росії прийняв постанову, згідно з якою на території колишньої Російської імперії була проголошення Російська республіка і був остаточно ліквідований монархічний спосіб правління в Росії (до скликання Установчих зборів). Основним законом Фінляндії, передбачаючим верховну владу, залишався закон від 1772 року, навпаки, затверджуючий абсолютизм. Цей же закон в § 38 передбачає у випадку відсутності претендента на престол вибрання нової найвищої влади («нової династії») палатою представників, що, як наслідок, і було використано.
Проте, не дивлячись на це, Тимчасовий уряд Росії продовжувало розглядати Фінляндію як російську територію, і 4 (17) вересня  1917 року був назначений новий генерал-губернатор Фінляндії — Микола Віссаріонович Некрасов. А 8 вересня був сформований осатаній фінський сенат, який мав над собою російський контроль — Сенат Сєтяля.

### Проголошення незалежності
28 листопада 1917 року парламент Фінляндії взяв на себе найвищу владу в країні і сформував новий склад правління — сенат Фінляндії під керівництвом Евінда Свінгвуда (див. сенат Свінгвуда), який уповноважив свого представника в палату представників (Едускунта — парламент Фінляндії, або сейм, як іменували його в Російській імперії) (проголосити?) проєкт нової конституції Фінляндії.
Передаючи 4 грудня 1917 проєкт нової конституції на розгляд парламенту Фінляндії, спікер Сенату оголосив заяву «До народу Фінляндії», в якій були заявлені наміри змінити державний устрій Фінляндії (про прийняття республіканського способу правлення). Після оприлюднення в парламенті проєкту нової конституції Фінляндії, урядовці також зачитали звернення «до урядів іноземних держав» (зокрема «До Установчих зборів Росії») з проханням щодо визнання політичної незалежності та суверенітету народу Фінляндії. Цей документ пізніше був названий «Декларацією незалежності Фінляндії». Одночасно сенат подав у парламент «ряд інших законопроєктів, які були покликані полегшити здійснення найбільш нагальних заходів по реформуванню держави до того, як нова конституція вступить у дію».
6 грудня 1917 вказану заяву (декларацію) схвалив парламент Фінляндії голосуванням 100 проти 88. Цей день став національним святом Фінляндії — Днем Незалежності.

## Міжнародна реакція
18 (31) грудня 1917 була проголошена державна незалежність Фінляндської Республіки. Першою, хто визнав новий статус, була Рада Народних Комісарів (уряд) Російської Радянської Республіки, яку очолював Володимир Ілліч Ленін (див. на фото нижче текст постанови Ради Народних Комісарів).
22 грудня 1917 (4 січня 1918) відбулася офіційна ратифікація постанови Ради Народних Комісарів Всеросійським Центральним Виконавчим Комітетом Рад робітничих і солдатських депутатів (найвищим законодавчим, розпорядним і контролюючим органом державної влади Російської Радянської Республіки).
Протягом першого тижня 1918 року незалежну Фінляндію визнали вісім країн: 4 січня — Росія, Франція і Швеція, 5 січня — Греція, 6 січня — Німеччина, 10 січня — Норвегія і Данія, 11 січня — Швейцарія. Інформація про це надходила в Гельсінки з затримкою, наприклад, рішення Франції стало відомим 6 січня.
Союзницькі обов'язки деяких країн-членів Антанти і світова війна затримали визнання незалежності. Велика Британія та США вирішили слідкувати за розвитком відносин між Фінляндією та їх ворогом — Німеччиною, а також за становищем в Росії. Спочатку очікувалось рішення російських установчих зборів, але визнання від Великої Британії і США прийшло тільки після перших повноцінних виборів Едускунту в 1919 році.

### Настрої у суспільстві
Після здобуття незалежності у Фінляндії панували націоналістичні й рішуче антиросійські та антикомуністичні настрої. Пропаганда білих поклала вину за «червоний бунт» у 1918 році на росіян. Русофобія крайніх правих була різновидом етнічної ненависті із почуттям расової вищості над росіянами, яких затаврували «архіворогами». Питання Східної Карелії також суттєво впливало на ставлення фінів до своїх східних сусідів. Найпалкіші прихильники «Великої Фінляндії» засуджували Тартуський мир як ганебну зраду народу Східної Карелії, що полишила їх на милість більшовиків. У 1921 році в Східній Карелії відбулося повстання проти радянської влади, яке фінські добровольці, перетинаючи російський кордон, підтримували. Після придушення повстання фінські активісти заснували Карельське академічне товариство, покликане живити ідею «Великої Фінляндії». Це товариство, чия ідеологія вирізнялась ура-патріотизмом і «ненавистю до росіян», знайшло широку підтримку серед студентства, і чимало представників освічених кіл молодої республіки до нього приєднались.

### Визнання незалежності по країнам

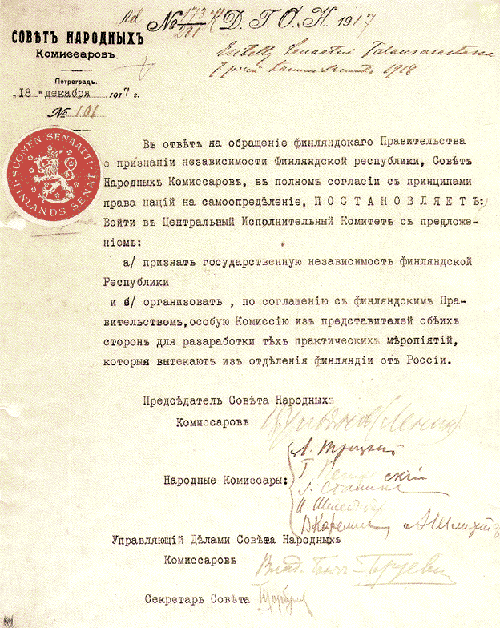
Поcтанова Рад народних комісарів про внесення у Центральний Виконавчий комітет пропозиція про визнання незалежності Фінляндії

| Російська Соціалістична Федеративна Радянська Республіка | 4 січня 1918   |
| Третя Французька Республіка                              | 4 січня 1918   |
| Швеція                                                   | 4 січня 1918   |
| Німецька імперія                                         | 4 січня 1918   |
| Грецьке королівство                                      | 5 січня 1918   |
| Норвегія                                                 | 10 січня 1918  |
| Королівство Данія                                        | 10 січня 1918  |
| Швейцарія                                                | 11 січня 1918  |
| Австро-Угорщина                                          | 13 січня 1918  |
| Нідерланди                                               | 28 січня 1918  |
| Іспанська Імперія                                        | 21 січня 1918  |
| Османська Імперія                                        | 21 лютого 1918 |
| Третє Болгарське царство                                 | 27 лютого 1918 |
| Аргентина                                                | 11 травня 1918 |
| Іран                                                     | 23 червня 1918 |
| Сіам                                                     | 9 жовтня 1918  |
| Польська Республіка                                      | 8 травня 1919  |
| Британська Імперія                                       | 6 травня 1919  |
| США                                                      | 7 травня 1919  |
| Японська Імперія                                         | 23 травня 1919 |
| Бельгія                                                  | 10 червня 1919 |
| Чилі                                                     | 17 червня 1919 |
| Перу                                                     | 23 червня 1919 |
| Королівство Італія                                       | 27 червня 1919 |
| Уругвай                                                  | 18 серпня 1919 |
| Ліхтенштейн                                              | 27 жовтня 1919 |
| Перша Португальська Республіка                           | 19 грудня 1919 |
| Перша Бразильська республіка                             | 26 грудня 1919 |
| Колумбія                                                 | 31 грудня 1919 |
| Румунське королівство                                    | 8 квітня 1920  |
| Венесуела                                                | 18 квітня 1920 |
| Панама                                                   | 17 травня 1920 |
| Еквадор                                                  | 25 червня 1920 |
| Парагвай                                                 | 3 червня 1921  |
| Люксембург                                               | 25 жовтня 1921 |
| Королівство Югославія                                    | 27 червня 1922 |
| Емірат Афганістан                                        | 17 червня 1928 |
| Албанська республіка                                     | 1 грудня 1928  |

## Виноски
1. 1 2 3 4 5 6 7 8 9 10 11  К народу Финляндии. (Декларация независимости Финляндии)(рос.) Перевод с английского.
2. 1 2  «Маніфест про затвердження конституції Великого князівства Фінляндського і про перейменування його в повному об'ємі»
3. ↑  Кетола Э. Революция 1917 года и обретение Финляндией независимости: два взгляда на проблему. — 1993.
4. 1 2  Постановление Совета Народных Комиссаров № 101 от 18 декабря 1917 и выписка № 321 от 23 декабря 1917 из протокола заседания Всероссийского Центрального Исполнительного Комитета Советов рабочих и солдатских депутатов Российской Советской Республики от 22 декабря 1917 о признании государственной независимости Финляндской Республики
5. ↑  Viikko 2 (5.1.-11.1.1918) Marko Jouste. Itsenäisyyden tunnustuksia ja sodan valmisteluja (2-я неделя 1918)(фін.)
6. ↑  Вехвіляйнен, Оллі (2010). Фінляндія в Другій світовій війні: між Німеччиною і Росією (Українською) . Темпора. с. 21. ISBN 978-966-8201-47-9.